# Hot Mess
『Hot Mess』（ホット・メス）は、韓国のガールズグループであるaespaの日本デビューシングル。2024年7月3日にワーナーミュージック・ジャパンよりリリースされた。

## 制作
本作は、シングルタイトルにもなっている「Hot Mess」を含め、「Sun and Moon」「ZOOM ZOOM」の3曲を収録され、いずれも日本のデビューシングルの為に企画・制作され、全曲日本オリジナル楽曲となっている。
タイトルトラックの「Hot Mess」は、サックスとラップをフィーチャリングしたダンスナンバーとなっており、歌詞には「考えすぎない！他人からの評価はいらない！私は私らしく生きていく！」というメッセージが込められている。
2曲目の「Sun and Moon」は、aespaが出演したマクドナルド『マックカフェ「aespa」篇』のCMソングに起用された。楽曲は、スウィートでスムースなR&Bナンバーで、全体に包まれるメローで甘美な雰囲気の中にも尊い煌めきを感じさせるものとなっており、歌詞に関しては、太陽と月に例えられた人間模様を表現し、共に歩むことで、希望に満ちた未来を照らしていけるというメッセージが込められている。
3曲目の「ZOOM ZOOM」は、2023年10月6日にデジタルシングルとして先行配信された。楽曲は、テレビ東京系アニメ『BEYBLADE X』のエンディングテーマとして起用され、エクストリームスポーツをテーマにしたアニメの世界観とマッチするエネルギッシュな楽曲となっている。

## ミュージックビデオ
タイトルトラック「Hot Mess」のミュージックビデオがリリース日当日にYouTubeにて公開された。日本でのデビューシングルを意識した演出に、日本での撮影シーンも含まれており、日本への想いが随所に込められている。
また、カップリング曲「Sun and Moon」のリリックビデオも公開され、フラッシュゲームをテーマにaespaのメンバーがキャラクターとなって登場しており、イラストレーターの可哀想に！が書き下ろしたコラボレーション作品となっている。
| 公開日         | タイトル     | タイトル                 | リンク |
| -------------- | ------------ | ------------------------ | ------ |
| 2024年7月2日   | Hot Mess     | MV Teaser                | ▶︎      |
| 2024年7月3日   | Hot Mess     | MV                       | ▶︎      |
| 2024年7月3日   | Hot Mess     | Dance Practice           | ▶      |
| 2024年7月22日  | Hot Mess     | Recording                | ▶︎      |
| 2024年7月26日  | Hot Mess     | Cheering Guide           | ▶      |
| 2024年8月26日  | Hot Mess     | THE FIRST TAKE           | ▶      |
| 2024年8月5日   | Sun and Moon | Lyric Video              | ▶︎      |
| 2023年10月6日  | ZOOM ZOOM    | ノンクレジットEDムービー | ▶︎      |
| 2023年10月6日  | ZOOM ZOOM    | ノンクレジットEDムービー | ▶︎      |
| 2023年12月15日 | ZOOM ZOOM    | マルチ リリックVIDEO     | ▶︎      |

## プロモーション・パフォーマンス
2024年7月3日放送のフジテレビ系『週刊ナイナイミュージック』に生出演し、「Hot Mess」を初披露した。
2024年8月26日の22時に、YouTubeチャンネル『THE FIRST TAKE』にて、「Hot Mess」を披露した動画をプレミア公開された。

## リリース
2024年7月3日にワーナーミュージック・ジャパンから『Hot Mess Ver.』と、ポスター（4種ランダム）が封入されている『Poster Ver.』、写真集（64ページ）仕様の『Limited Edition Ver.』、ワーナーミュージック・ストア限定販売の『Warner Music Store Edition』の4形態でリリースされた。

## 収録曲
| #         | タイトル         | 作詞                                           | 作曲                                                       | 編曲                     | 時間 |
| --------- | ---------------- | ---------------------------------------------- | ---------------------------------------------------------- | ------------------------ | ---- |
| 1.        | 「Hot Mess」     | h.toyosaki                                     | KENZIE, Moonshine, Moa“Cazzi Opeia”Carlebecker, Ellen Berg | KENZIE, Moonshine        | 3:14 |
| 2.        | 「Sun and Moon」 | Kanata Okajima, Jamil Kazmi, Soma Genda, ERECA | Soma Genda, Dirty Orange, ERECA                            | Soma Genda, Dirty Orange | 3:22 |
| 3.        | 「ZOOM ZOOM」    | Yui Mugino, Jamesy Minimal, Soma Genda         | Soma Genda, Dirty Orange, Yui Mugino                       | Dirty Orange, Soma Genda | 3:13 |
| 合計時間: | 合計時間:        | 合計時間:                                      | 合計時間:                                                  | 合計時間:                | 9:49 |

## リリース日一覧
| 地域 | 日付         | 規格                                            | 規格品番   | 形態                       | レーベル                       |
| ---- | ------------ | ----------------------------------------------- | ---------- | -------------------------- | ------------------------------ |
| 韓国 | 2024年7月3日 | デジタル・ダウンロード ストリーミング           | N/A        | N/A                        | カカオエンターテインメント     |
| 世界 | 2024年7月3日 | デジタル・ダウンロード ストリーミング           | N/A        | N/A                        | ワーナーミュージック・ジャパン |
| 日本 | 2024年7月3日 | CD                                              | WPCL-13561 | Hot Mess Ver.              | ワーナーミュージック・ジャパン |
| 日本 | 2024年7月3日 | CD+ポスター+トレーディングカード+ロゴステッカー | WPCL-13562 | Poster Ver.                | ワーナーミュージック・ジャパン |
| 日本 | 2024年7月3日 | CD+写真集+トレーディングカード+ロゴステッカー   | WPCL-13603 | Limited Edition Ver.       | ワーナーミュージック・ジャパン |
| 日本 | 2024年7月3日 | CD+ポスター+トレーディングカード+ロゴステッカー | WPCL-60075 | Warner Music Store Edition | ワーナーミュージック・ジャパン |